# Chodov (Sokolovi járás)
Chodov település Csehországban, a Sokolovi járásban. Chodov Nové Sedlo, Božičany, Mírová, Černava, Tatrovice, Vintířov és Vřesová településekkel határos. Lakosainak száma 12 649 fő (2024. január 1.).

## Népesség
A település lakosságának változását az alábbi diagram mutatja:
| Lakosok száma | 2472 | 7104 | 7035 | 4551 | 14 704 | 13 748 | 13 816 | 13 394 | 12 451 | 12 649 |
|               | 1869 | 1900 | 1921 | 1961 | 1980   | 2011   | 2016   | 2019   | 2021   | 2024   |